# Somewhere Along the Highway
Somewhere Along the Highway är det fjärde studioalbumet till det svenska progressiva post metal-bandet Cult of Luna. Albumet släpptes april 2006 av skivbolaget Earache Records.
Gitarr, trummor och basgitarr spelades in i en stuga utanför Umeå, kallad "Logen" eller "Octagon Barn". Resten spelades in vid Tonteknik Studios i Umeå.

## Låtlista
1. "Marching to the Heartbeats" – 3:13
2. "Finland" – 10:44
3. "Back to Chapel Town" – 7:10
4. "And With Her Came the Birds" – 5:58
5. "Thirtyfour" – 9:58
6. "Dim" – 11:47
7. "Dark City, Dead Man" – 15:50

## Medverkande
Musiker (Cult of Luna-medlemmar)
- Johannes Persson – gitarr, sång
- Magnus Lindberg – trummor
- Klas Rydberg – sång
- Erik Olofsson – gitarr
- Thomas Hedlund – trummor
- Andreas Johansson – basgitarr
- Anders Teglund – keyboard, sampling
- Fredrik Kihlberg – gitarr, sång

Bidragande musiker
- Martin Gustafson – bakgrundssång
- David Sundqvist – programmering

Produktion
- Cult of Luna – producent
- Magnus Lindberg – ljudtekniker, ljudmix
- Pelle Henricsson – mastering
- Erik Olofsson – omslagskonst